# Olivier de Clisson
Olivier de Clisson (født 23. april 1336, død 23. april 1407), også kaldet "Slagteren", var en fransk soldat og søn af Olivier de Clisson, der blev henrettet i 1343 grundet sit ønske om at opgive Nantes til England.